# Павана
Пава̀на (на испански: pavana от pavone – паун; или padovana от италианския град Падуа) е старинен танц в четиривременен такт, характерен с бавни и тържествени движения.
Според Орхезографията на Т. Арбо (1587) танцът се появява в началото на ХVІ век, идвайки от Испания, и се изпълнява при тържествени процесии, сватбени кортежи, маскаради и др. Много други изследователи смятат, че произходът на танца е италиански и се е зародил в Падуа. Ето защо в литературата по танцовото изкуство някои павани са отбелязани като „испански“, а други като „италиански“.
В края на ХVІ и началото на ХVІІ век паваната намира широко място в лютиевата и клавесинната музика в цяла Европа. По онова време се използва в старинната инструментална сюита като вид въведение. Към средата на ХVІІ век постепенно е изместена от симфонията и прелюда.